# Sant Joan Evangelista del Masenc
Sant Joan Evangelista del Masenc (o del Mas del Prior) és una capella romànica del Mas de Prior, o el Masenc, masia del poble de Fígols de Tremp, cap de l'antic terme municipal del mateix nom, integrat actualment en el de Tremp, de la comarca del Pallars Jussà.
Aquesta mateixa masia té una altra capella, més moderna i en ús fins ben recentment, advocada a sant Sebastià.